# Kromdioxid
Kromdioxid, eller krom(IV)oxid, är en kemisk förening av krom och syre med formeln CrO2.

## Historia
Kromdioxid framställdes syntetiskt första gången 1956 av Norman Cox på det amerikanska kemiföretaget DuPont genom att hetta upp kromtrioxid och vatten till 480 °C vid 200 MPa. Den långsmala, glasartade kristall som bildades visade sig ha perfekta egenskaper för ett magnetiskt pigment. År 1960 började ämnet saluföras under varunamnet Crolyn.
Kromdioxid användes ofta i magnetband.